# Barthélemy Digneffe

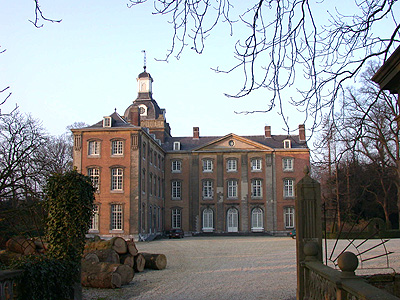
Kasteel Amstenrade

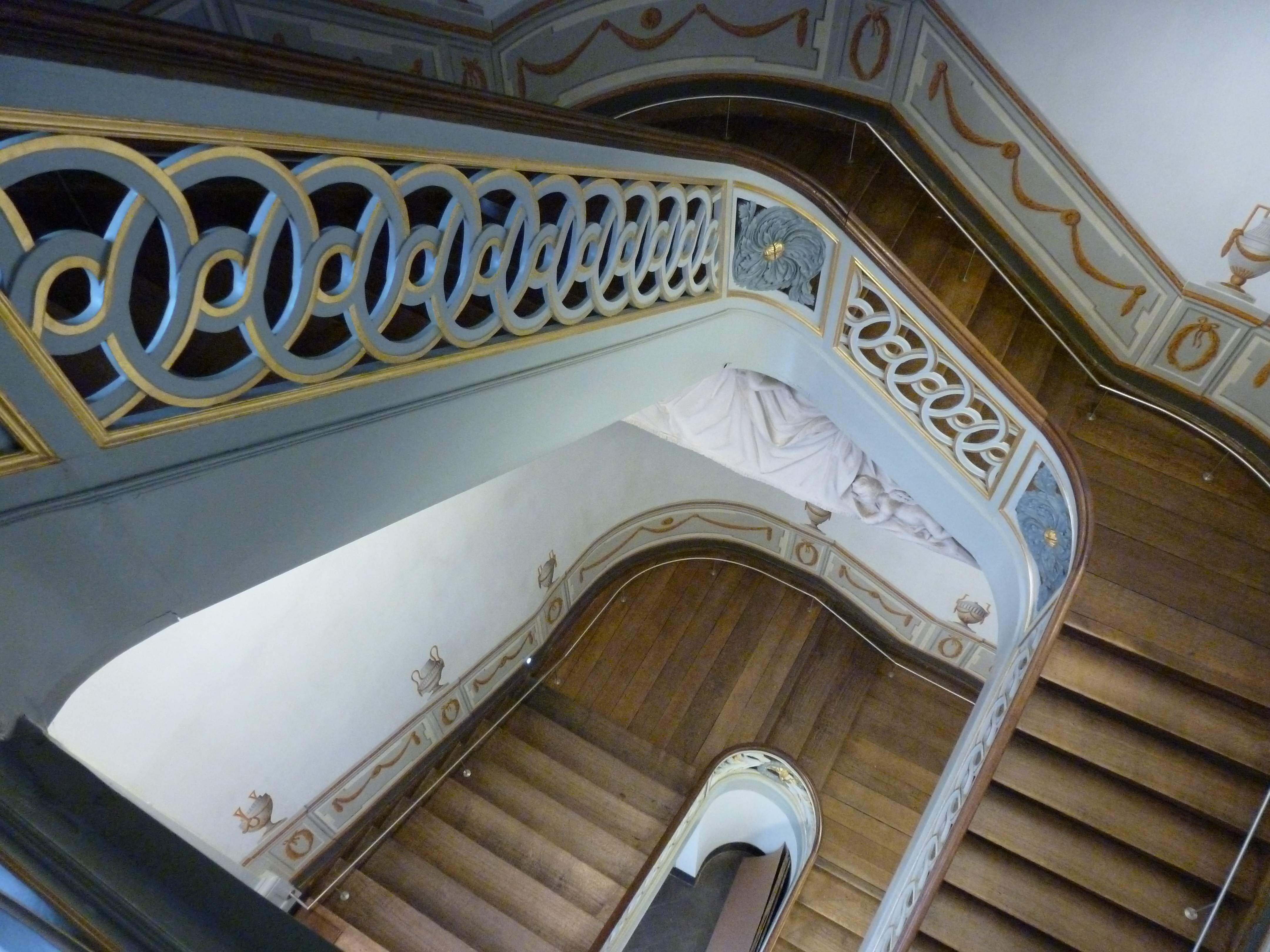
Trappenhuis Hôtel de Hayme de Bomal, Luik

Barthélemy Digneffe (Luik, 1729 – aldaar, 1784) was een architect uit de late barokperiode, die voornamelijk in de stedendriehoek Luik-Aken-Maastricht werkzaam was. Samen met de Luikenaren Jean-Gilles Jacob, Jacques-Barthélemy Renoz en Etienne Fayen, en naast de Akenaren Laurenz Mefferdatis, Joseph Moretti en Johann Joseph en Jakob Couven, en de Maastrichtenaren François, Matheius en Mathias Soiron, kan hij gerekend worden tot de belangrijkste bouwmeesters van de barokarchitectuur in het prinsbisdom Luik.
Digneffe werkte voornamelijk in de Lodewijk XVI-stijl, die zich aan het einde van de 18e eeuw vanuit Frankrijk verbreidde en zich ook in het Luikse land in een grote populariteit mocht verheugen.
In 1762 kreeg Digneffe de opdracht van de burgemeesters van Spa, Xhrouet Lambert en Gérard de Leau, om een gebouw te ontwerpen dat Spa aantrekkelijker zou maken voor de aristocratische gasten, die de stad al bezochten, maar er nog geen passende uitgaansgelegenheid aantroffen. La Redoute werd een imponerend gebouw naar de mode van de tijd, waarin een balzaal, een speelzaal en een theater werden ondergebracht. Door een aantal vernietigende branden en de daarop volgende verbouwingen en uitbreidingen, is in het huidige complex nog maar nauwelijks de hand van Digneffe te herkennen.
Digneffe's laatste twee projecten, het Hôtel de Hayme de Bomal en Kasteel Amstenrade, waren beide opdrachten van de rijke Luikse bankier Nicolaas Willems (die eerder al het hôtel d’Ansembourg naar plannen van Johann Joseph Couven had laten bouwen). Het nieuwe Luikse hôtel was bestemd voor zijn neef, Jean-Baptiste de Hayme de Bomal. Tijdens de Franse Tijd (1793-1815) functioneerde het luxueuze hôtel als ambtswoning van de Franse prefect, die er zowel de Franse keizer Napoleon Bonaparte als de Pruisisch generaal von Blücher ontving.
Kasteel Amstenrade was in 1779 door Willems verworven. Deze liet het verouderde kasteel slopen, de grachten dempen, maar de vierkante toren bleef bewaard. Digneffe kreeg de opdracht een U-vormig gebouw te ontwerpen, maar door het ontbreken van voldoende gelden werd de oostelijke vleugel geschrapt.

## Werken
- 1748-'70: Kloostercomplex Abdij Saint-Laurent, Luik
- 1762-'70: Premonstratenzerkerk en noordelijke kloostervleugel, rue des Prémontrés, Luik
- 1762: Hôtel particulier in Spa (tegenwoordig stadhuis van Spa)
- 1762: La Redoute in Spa (tegenwoordig casino)
- 1763: Verbouwing Sint-Gertrudiskerk, Kuringen
- ca. 1766: Heilig-Sacramentskerk, Luik
- ca. 1770: Onze-Lieve-Vrouw ten Hemelopnemingkerk, Kermt (de toren is middeleeuws)
- 1770-'71: Stadhuis van Theux, ter vervanging van een gotisch gebouw
- na 1772: Sint-Martinuskerk, Stevoort (in de 19e eeuw sterk gewijzigd)
- na 1772: ontwerp kloosterkerk Abdij van Herkenrode (niet gerealiseerd)
- 1774-'75: Huis van de chevalier de Limbourg, Theux
- 1775-'78: Hôtel de Hayme de Bomal, quai de Maestricht, Luik (tegenwoordig onderdeel van het museum Grand Curtius)
- 1781-'84: Kasteel Amstenrade

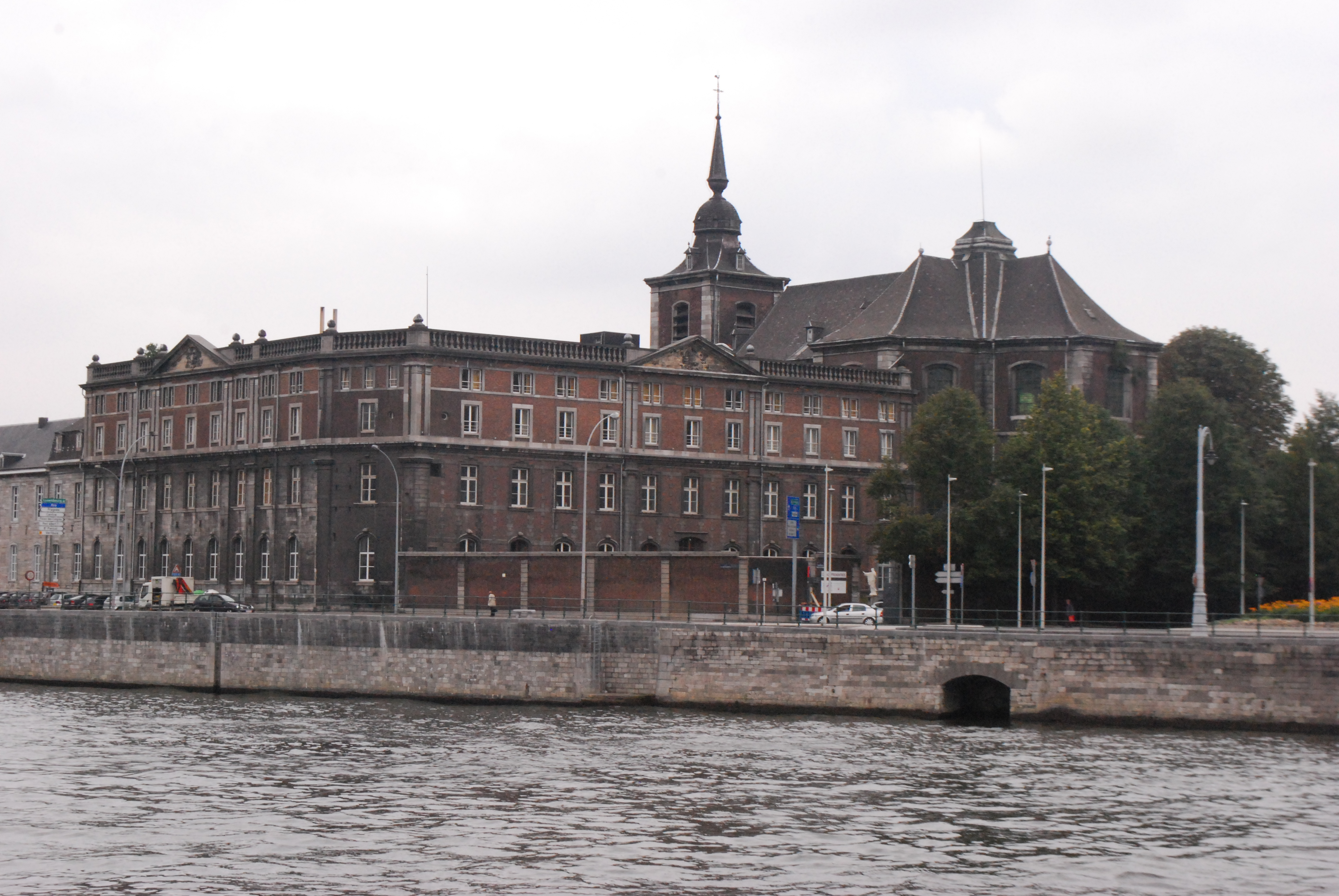
Premonstratenzerkerk en -klooster, Luik
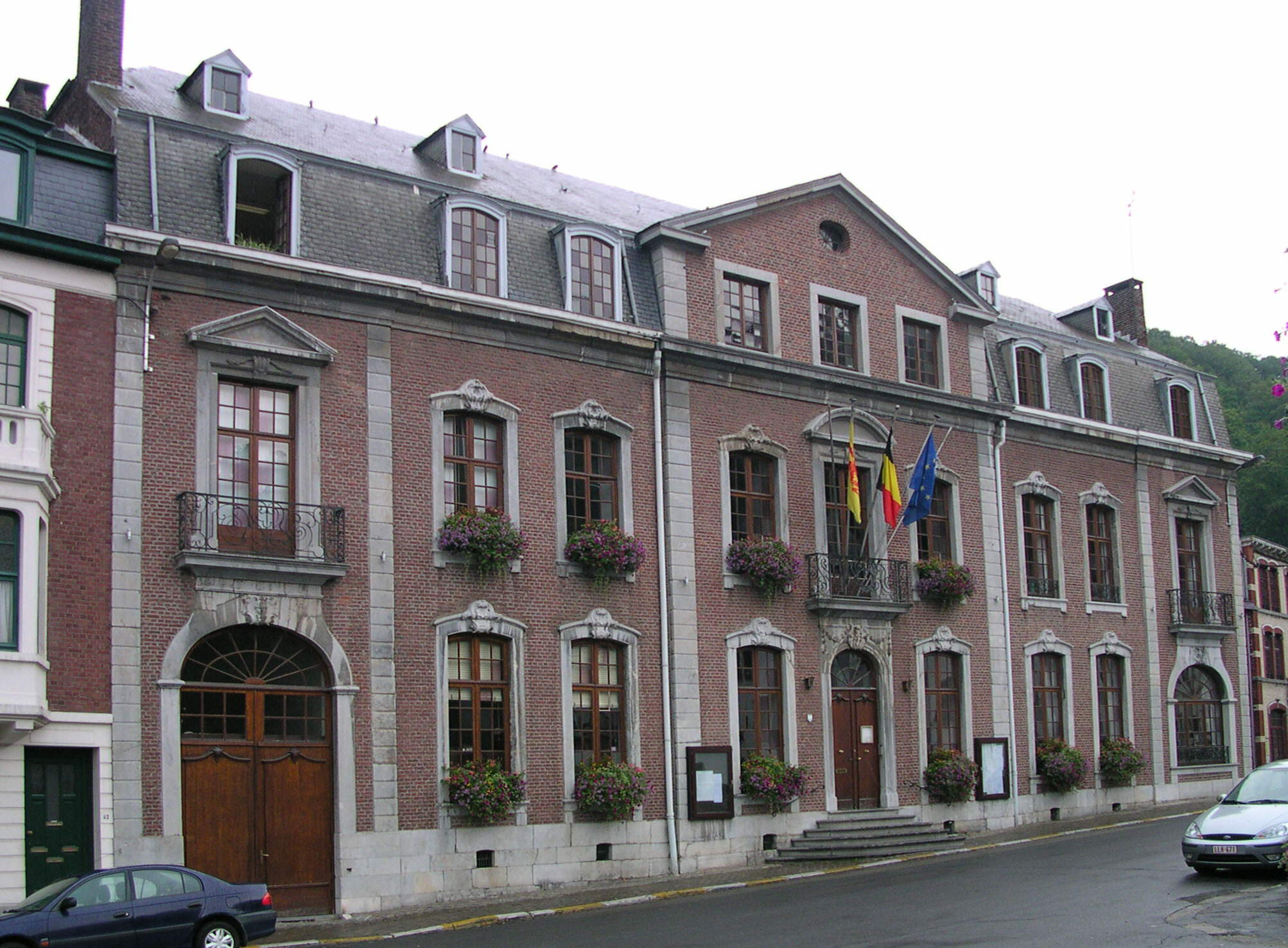
Stadhuis van Spa
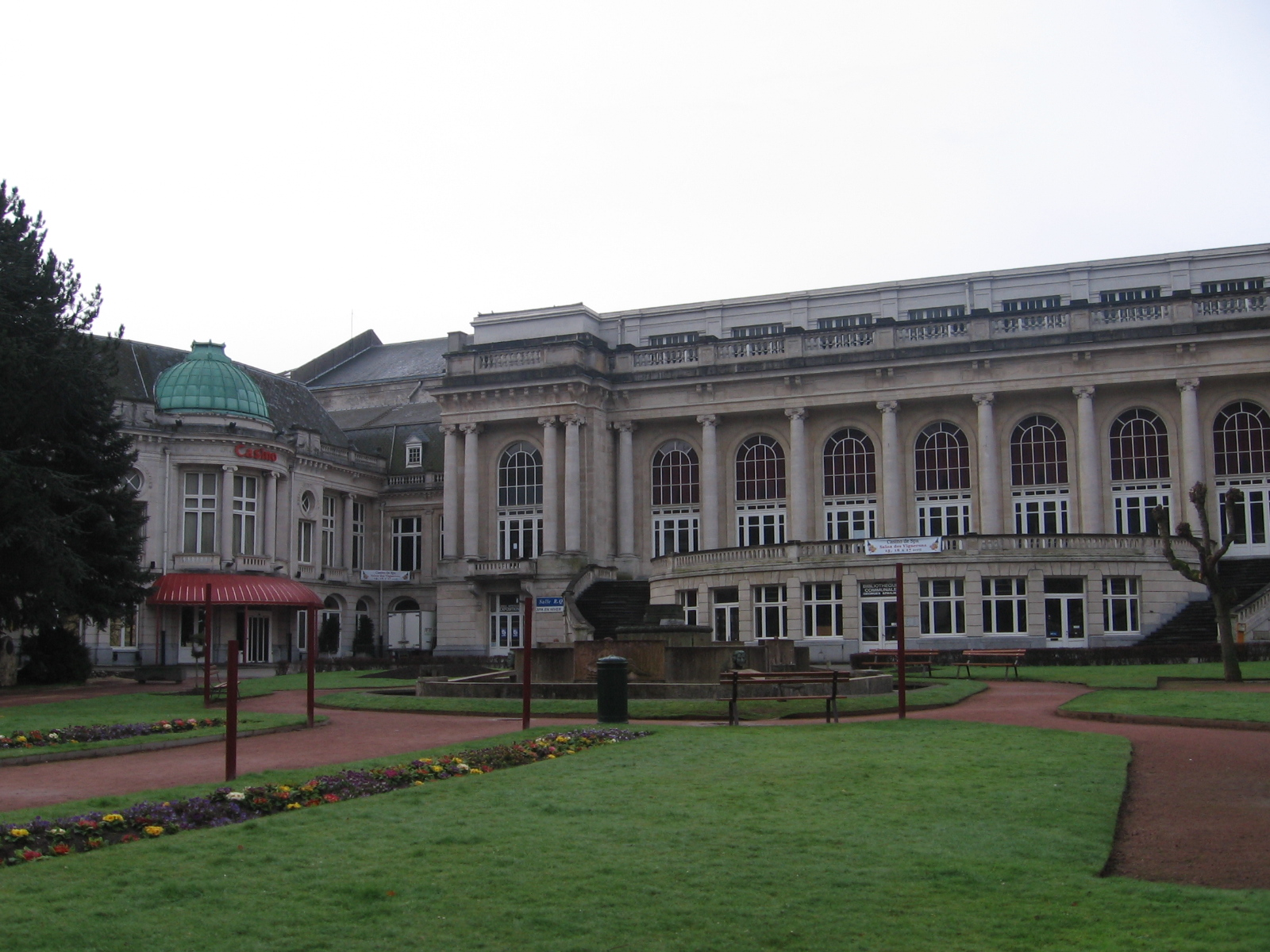
Casino van Spa
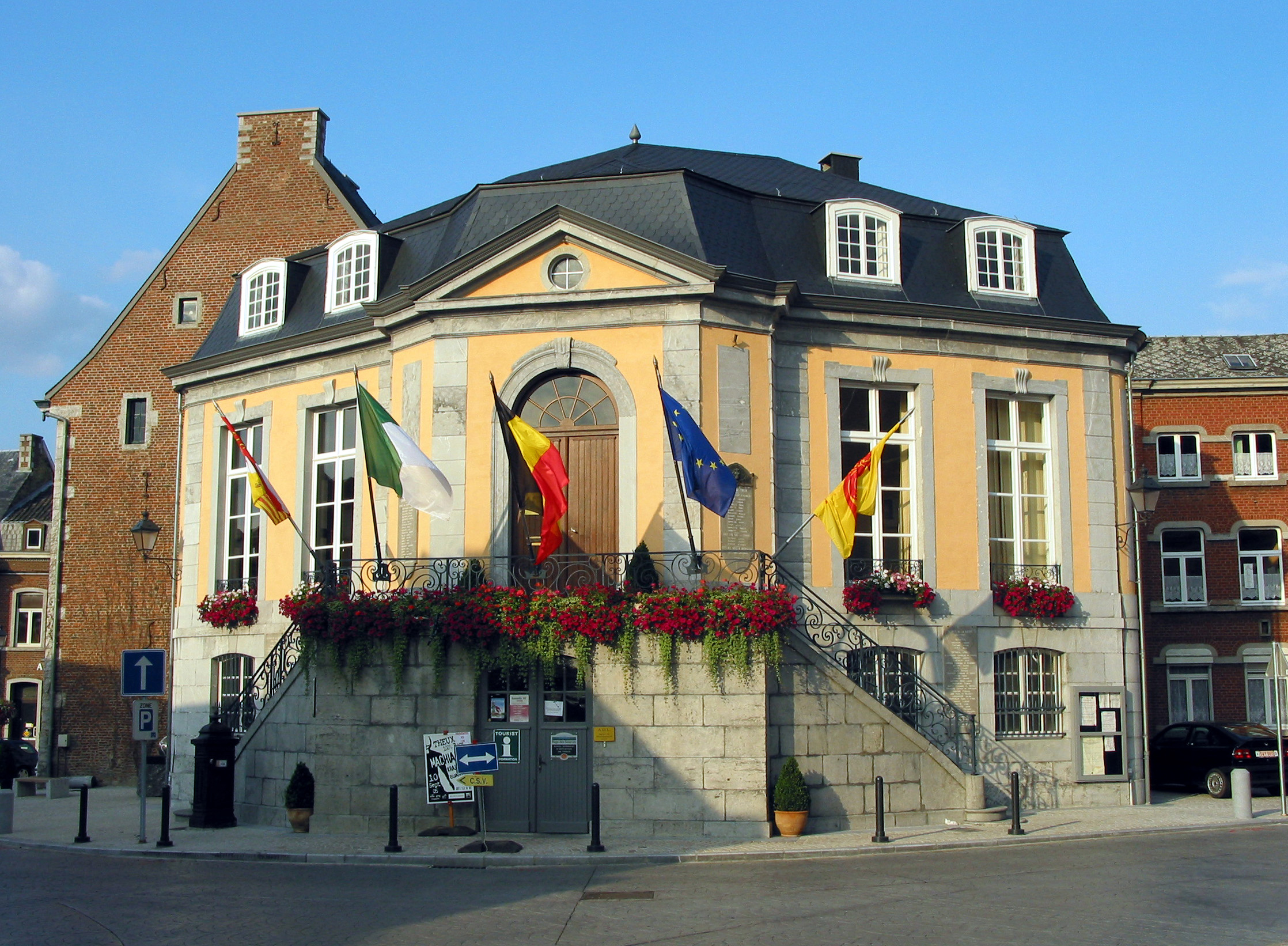
Stadhuis van Theux
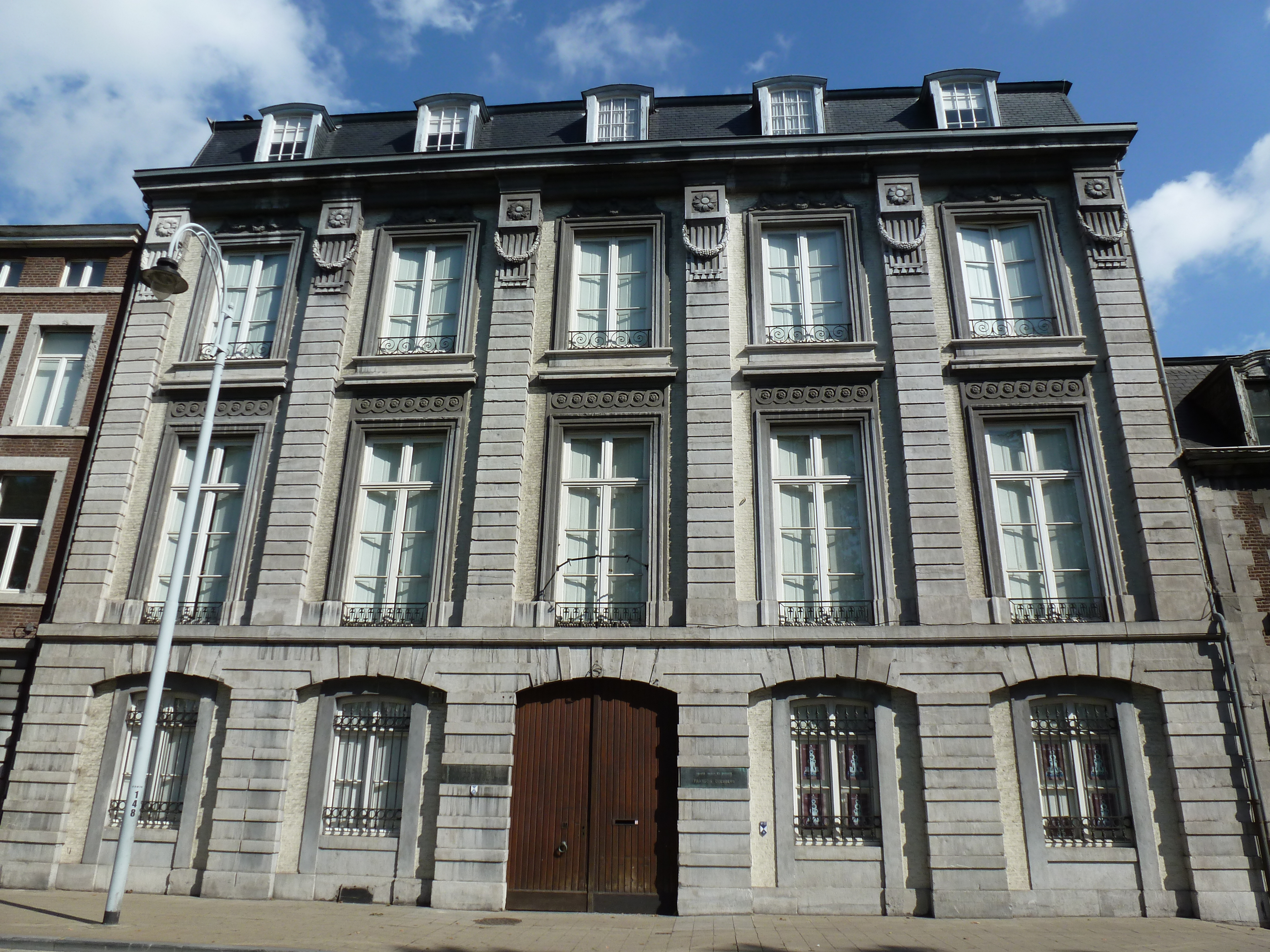
Hôtel de Hayme de Bomal, Luik
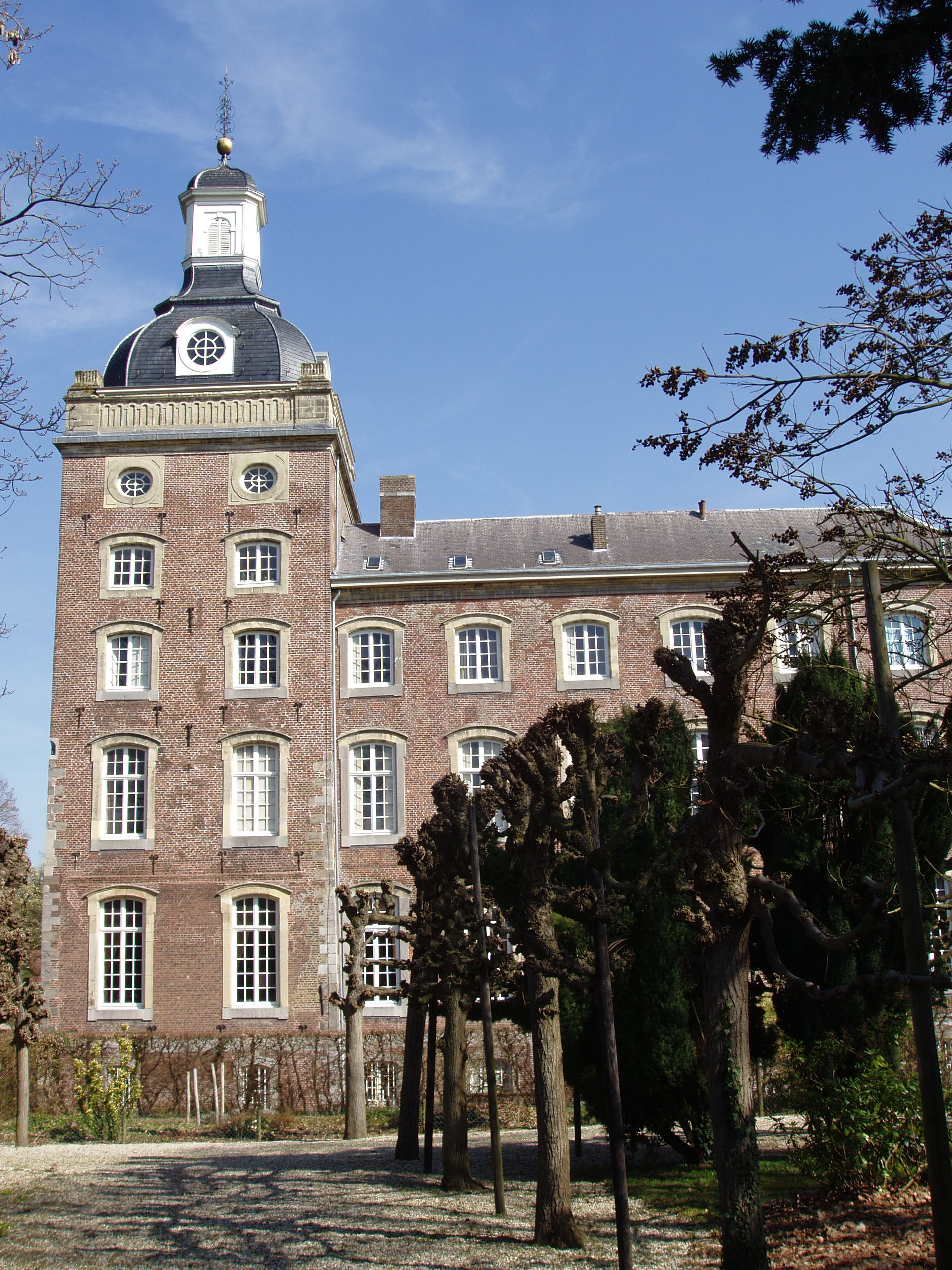
Kasteel Amstenrade